# Juan Jorge de Brandeburgo

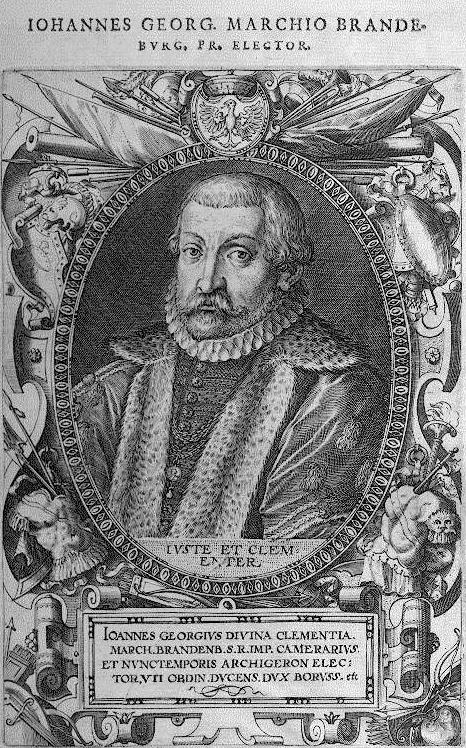
Juan Jorge.

Juan Jorge de Brandeburgo (en alemán, Johann Georg von Brandenburg; Cölln, 11 de septiembre de 1525-ibidem, 18 de enero de 1598) fue príncipe elector de Brandeburgo (1571-1598) y regente de Prusia. Hijo del elector Joaquín II de Brandeburgo y de su primera esposa, Magdalena de Sajonia, fue miembro de la Casa de Hohenzollern.

## Biografía
Frente a las grandes deudas acumuladas durante el reinado de su padre, Juan Jorge instituyó un impuesto a los granos que llevó a parte de los campesinos a depender de una nobleza que estaba exenta del pago de impuestos. Aunque era un luterano en firme oposición a la subida del calvinismo, permitió la admisión de refugiados calvinistas de las guerras de los Países Bajos Españoles y Francia. 
A la muerte de su pariente Alberto I de Prusia en 1568, el ducado de Prusia fue heredado por su hijo menor de edad, Alberto Federico. El padre de Juan Jorge era un coheredero del ducado de Prusia. En 1577, el elector de Brandeburgo se convirtió en corregente del duque Alberto Federico de Prusia. Le sucedió su hijo, Joaquín Federico.

## Familia e hijos
Juan Jorge se casó tres veces.
Su primera esposa fue la princesa Sofía de Legnica (ca. 1525-6 de febrero de 1546), con quien se casó en 1545. Tuvieron un hijo:
1. Joaquín Federico (27 de enero de 1546-28 de julio de 1608).

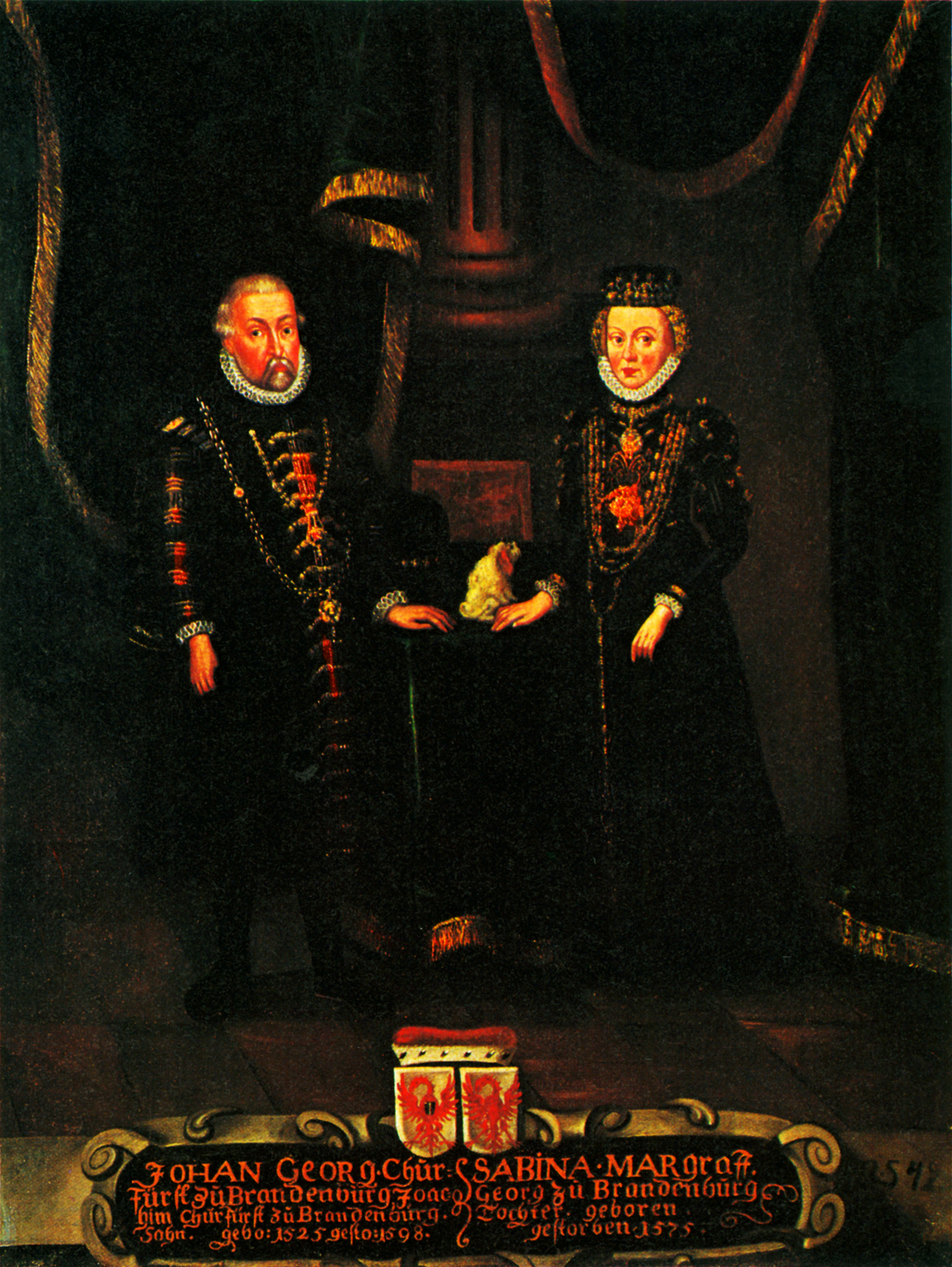
Juan Jorge y su segunda esposa, Sabina.

En segundo lugar, se casó en 1548 con la margravina Sabina de Brandeburgo-Ansbach (12 de mayo de 1529-2 de noviembre de 1575), hija del margrave Jorge de Brandeburgo-Ansbach. Tuvieron los siguientes hijos:
1. Jorge Alberto (1555-1557).
2. Juan.
3. Alberto.
4. Magdalena Sabina.
5. Edmunda (26 de junio de 1561-13 de noviembre de 1623), casada en 1577 con el duque Juan Federico de Pomerania.
6. María.
7. Magdalena.
8. Margarita.
9. Ana María (3 de febrero de 1567-4 de noviembre de 1618), se casó en 1581 con el duque Barnim X de Pomerania.
10. Sofía (6 de junio de 1568-7 de diciembre de 1622), casada en 1582 con el elector Cristián I de Sajonia.

En tercer lugar, se casó con la princesa Isabel de Anhalt-Zerbst (15 de septiembre de 1563-5 de octubre de 1607) en 1577. Tuvieron los hijos siguientes:
1. Cristián (1581-1655).
2. Magdalena (7 de enero de 1582-4 de mayo de 1616), casada en 1598 con el landgrave Luis V de Hesse-Darmstadt.
3. Joaquín Ernesto (1583-1625).
4. Inés (1584-1629), se casó con:
  1. En 1604 con el duque Felipe Julio de Pomerania.
  2. En 1628 con el duque Francisco Carlos de Sajonia-Lauenburgo.
5. Federico (1588-1611).
6. Isabel Sofía (13 de julio de 1589-24 de diciembre de 1629), se casó con:
  1. En 1613 en Reichsfürst con el príncipe Januario Radziwiłł.
  2. El 27 de febrero de 1628 con el duque Julio Enrique de Sajonia-Lauenburgo.
7. Dorotea Sibila (19 de octubre de 1590-9 de marzo de 1625), casada en 1610 con el duque Juan Cristián de Brieg.
8. Jorge Alberto (1591-1615).
9. Segismundo (20 de noviembre de 1592-30 de abril de 1640).
10. Juan (1597-1627), obispo de Havelberg.
11. Juan Jorge (1598-1637).

| Predecesor: Joaquín II Héctor | Elector de Brandeburgo 1571-1598 | Sucesor: Joaquín Federico I |